# Monaster Zaśnięcia Matki Bożej w Tichwinie

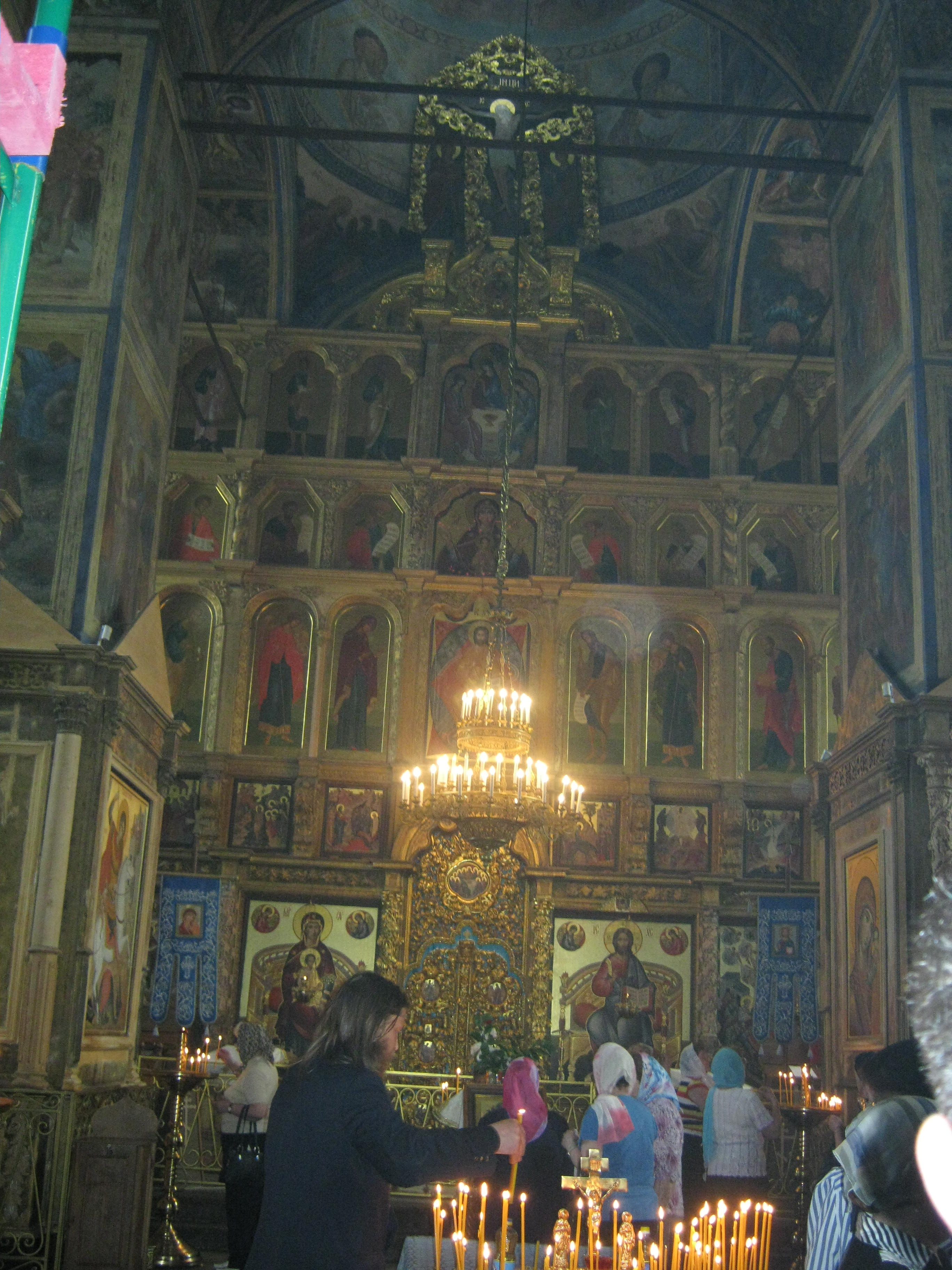
Ikonostas

Monaster Zaśnięcia Matki Bożej – prawosławny męski klasztor w Tichwinie, w obwodzie leningradzkim, w eparchii tichwińskiej Rosyjskiego Kościoła Prawosławnego.

## Historia
Powstanie pierwszej wspólnoty monastycznej na miejscu dzisiejszego monasteru było związanie z początkiem kultu Tichwińskiej Ikony Matki Bożej, która według tradycji Rosyjskiego Kościoła Prawosławnego, objawiła się nad Tichwinką w 1383. Przez pierwsze stulecie swojego istnienia klasztor ten nie odgrywał większej roli w życiu duchowym ziem ruskich. Dopiero w 1507 monasterem zainteresował się wielki książę moskiewski Wasyl III, który ufundował na jego potrzeby kamienną cerkiew. Obiekt został wzniesiony przez budowniczego moskiewskiego Dmitrija Syrkowa oraz jednego z artystów włoskich pracujących w tym okresie w Moskwie. W 1526, 11 lat po zakończeniu prac nad świątynią, odwiedził ją sam fundator.
W 1547 Tichwin odwiedził Iwan Groźny, który najprawdopodobniej zdecydował o budowie klasztoru na miejscu objawienia czczonej jako cudowna ikony. W lutym 1560 na mocy carskiego ukazu do Tichwinu przybył arcybiskup nowogrodzki Pimen, który stanął na czele monasteru. Zespół budynków mieszkalnych i mury obronne zbudował dla klasztoru Fiodor Syrkow. Później, w 1581, do istniejącego kompleksu dobudowano refektarz z cerkwią Opieki Matki Bożej i pomieszczeniami gospodarczymi. Obiekt ten został przebudowany po pożarze w 1629. Z kolei między rokiem 1593 a 1600 zbudowana została ceglana dzwonnica. Na dzwonnicy znajdowało się 20 dzwonów.
W latach 1613, 1614 i 1615 monaster był trzykrotnie oblegany przez Szwedów, lecz nigdy nie został zdobyty. W związku z traktowaniem go jako jednej z ważniejszych twierdz w północnej Rosji w latach 1669–1700, a następnie 1766–1795 wokół całego kompleksu zabudowań wzniesiono mury obronne z basztami o łącznej długości 950 metrów. Na teren monasteru prowadziły dwie bramy – północna i południowa, z cerkwiami nadbramnymi Tichwińskiej Ikony Matki Bożej oraz św. Mikołaja.
Monaster pozostawał czynny do lat 20. XX wieku, gdy władze radzieckie zdecydowały o jego zamknięciu. W kwietniu 1995 mieszkańcy Tichwinu zwrócili się do patriarchy Moskwy i całej Rusi Aleksego z prośbą o reaktywację klasztoru. Już w kolejnym miesiącu odnowiony klasztor został formalnie reaktywowany.